# Igor Miladinović
Igor Miladinović, cyr. Игор Миладиновић (ur. 25 stycznia 1974) – serbski szachista, arcymistrz od 1999 roku.

## Kariera szachowa
W 1993 roku w Kalkucie zdobył tytuł mistrza świata juniorów i tytuł arcymistrza. W 1994 roku w Moskwie zadebiutował na olimpiadzie szachowej w reprezentacji Jugosławii, zdobywając brązowy medal za indywidualny wynik na IV szachownicy. W 1995 roku wyemigrował z Serbii do Grecji. Od 1995 do 2005 roku reprezentował Grecję, w barwach której wystąpił na czterech kolejnych olimpiadach (w latach 1996–2002). W roku 1997 wystąpił w Groningen w mistrzostwach świata systemem pucharowym, w I rundzie pokonując Curta Hansena, ale odpadając w rundzie II po porażce w Loekiem van Welym. Rok później osiągnął duży sukces, dzieląc (wraz z Joelem Lautierem) I miejsce w turnieju Sigeman & Co w Malmö. Na przełomie 2003 i 2004 r. zwyciężył w Reggio Emilii.
Najwyższy ranking w dotychczasowej karierze osiągnął 1 lipca 2004 r, z wynikiem 2630 punktów zajmował wówczas 65. miejsce na światowej liście FIDE, jednocześnie zajmując 1. miejsce greckich szachistów).